# Benitochromis ufermanni
Benitochromis ufermanni är en fiskart som beskrevs av Anton Lamboj 2001. Benitochromis ufermanni ingår i släktet Benitochromis och familjen Cichlidae. IUCN kategoriserar arten globalt som starkt hotad. Inga underarter finns listade.